# Польнарефф, Мишель
Мишель Польнарефф (Полнарев) (фр. Michel Polnareff; род. 3 июля 1944, Нерак, департамент Ло и Гаронна, Франция) — французский певец и композитор.

## Семья
Отец — Лейб Йось-Янкелевич Полнарев (1900—1988; известен под псевдонимом Лео Поль), златопольский мещанин, уроженец Одессы, эмигрировал во Францию и осел в Париже. Во Франции он стал пианистом (аккомпанировал Эдит Пиаф) и композитором, писавшим музыку для Ива Монтана, Эдит Пиаф, Жоржа Гетари и Даниэль Дарьё. Мать Мишеля, бретонка Симона Лан, была профессиональной танцовщицей.
Мишель Полнарев родился 3 июля 1944 года в Нераке, куда семья была вынуждена бежать из-за войны с гитлеровской Германией. После окончания Второй мировой войны они смогли вернуться в Париж.

## Детство и юность. Первые шаги в музыке
С пяти лет мальчик обучался игре на фортепиано, в 11 уже начал сочинять композиции, а в 12 лет получил свою первую премию за сольфеджио в парижской консерватории.
Получив аттестат зрелости, Мишель начал жить самостоятельно. Он семь месяцев прослужил в армии, после этого недолго работал в страховой компании, а также банковским служащим. Затем, бросив эти занятия, Польнарев решил заняться исключительно музыкой: он стал играть на улицах на гитаре, купленной в парижском магазине Paul Beuscher, и писал песни.
В 1966 году он завоевал первую премию конкурса Disco Revue, организованного в клубе Locomotive, и получил контракт с фирмой звукозаписи Barclay — от которого, однако, отказался. На конкурсе он познакомился с Люсьеном Моррисом, директором радиостанции «Европа-1», который стал его менеджером и помогал молодому музыканту.
Первый диск Польнарев записал в мае 1966 года в Лондоне. Помимо прочего, его славе способствовало то, что он пел не только на французском, но также на английском (песня «Love me, please love me»), итальянском, испанском языках. В 1967 году он был объявлен «популярнейшим иностранным музыкантом года» в Западной Германии (ФРГ).
В 1970 году Польнарев написал музыку для фильма Жерара Ури «Мания величия», а в 1971 — к фильму Надин Трентиньян «Такое случается лишь с другими».
Самоубийство Люсьена Морисса в сентябре 1970 года, а также постоянная травля со стороны консервативного общества вогнали Польнарева в тяжёлую депрессию. Он отменил часть концертного турне и лёг в больницу.

## Скандальная слава
Скандалы сопровождали Польнареффа с самого начала его музыкальной карьеры.
В 1972 году ему пришлось выплатить штраф в 60 000 франков за непристойный плакат, рекламирующий его концерты в зале «Олимпия» — по 10 франков за каждый из шести тысяч билбордов. На этом плакате он, стоя вполоборота в женской кокетливой шляпе и батистовой ночной рубашке, демонстрировал публике голые ягодицы.
Экстравагантность певца, его «андрогинность», а также любовь к ярким костюмам породили слухи о его гомосексуальности, в то время всё ещё считавшейся преступлением (никакими источниками эти слухи убедительно не опровергнуты и не подтверждены). Даже такая достаточно безобидная песня музыканта, как «L’Amour avec Toi» (с фр. — «Любовь с тобой») подверглась нападкам и могла исполняться на французском радио лишь после десяти вечера.
А в 1973 году, вернувшись во Францию из концертного турне, Польнарефф узнал, что его продюсер Бернар Сено сбежал, забрав с собой всю кассу. Певцу пришлось уехать в США, так как ему теперь было нечем покрыть собственные долги. Одновременно ему были предъявлены обвинения в неуплате налогов. Обвинения были с него сняты в 1978 году, но, не простивший ожесточённой травли во французской прессе все эти годы, Польнарефф решил остаться на постоянном проживании в США. Именно там была написана одна из его самых известных песен — «Lettre à France» — объяснение в любви к своей родной стране, хотя текст песни не содержит непосредственно упоминаний о Франции и может восприниматься как объяснение в любви к неизвестной женщине.

## В США
В 1980-х годах композиции Польнареффа продолжали занимать высокие позиции в чартах, а песни с вышедшего в 1990 году альбома Kama-Sutra сразу же завоевали широкую популярность в разных странах. К одноимённой песне с альбома («Kama-Sutra») выпущен сделан клип.
Другая песня с альбома — «Good-bye Marylou» (с англ. — «Прощай, Мэрилу») — перекликается с хитом «Hallo, Marylou» (с англ. — «Привет, Мэрилу») американского певца Рики Нельсона, трагически погибшего в 1985 году.
Вскоре после выхода альбома музыкант начал слепнуть и долгое время скрывался от публики. В 1994 году он решился на операцию.
Год спустя Польнарефф дал в Roxy (Лос-Анджелес) концерт, запись которого вышла на компакт-диске.
В 1997 гоуд увидел свет сборник лучших песен Польнареффа в трёх дисках.
В ноябре 2004 года певец опубликовал свою автобиографию — «Polnareff par Polnareff».

## Возвращение
В декабре 2005 года состоялось триумфальное «официальное возвращение» певца во Францию, где он дал серию успешных концертов. Один из них состоялся 14 июля 2007 года (в День взятия Бастилии) на Марсовом поле у подножья Эйфелевой башни. С приглашением провести этот концерт к Польнареффу обратился его друг и поклонник — Президент Франции Николя Саркози.
В конце января 2008 года газета Le Figaro сообщила, что Польнарефф впервые обогнал по годовым заработкам другую знаменитость — певца Джонни Халлидея.

## Дискография

### Студийные альбомы
- 1966 — Love Me Please Love Me;
- 1967 — Le Bal des Laze;
- 1971 — Polnareff’s;
- 1974 — Michel Polnareff;
- 1975 — Fame à la mode;
- 1978 — Coucou me revoilou;
- 1981 — Bulles;
- 1985 — Incognito;
- 1990 — Kâmâ Sutrâ.

### Концертные альбомы и сборники
- 1972 — Polnarévolution;
- 1982 — Show télé 82/Public;
- 1996 — Live at the Roxy;
- 2007 — Ze re Tour 2007.

### Компиляции
- 1991 — La Compilation (переиздана в 1998);
- 1997 — Les Premières Années;
- 1999 — Nos mots d’amour;
- 2003 — Passé présent;
- 2004 — Passé simple;
- 2006 — Les 100 plus belles chansons de Michel Polnareff;
- 2009 — Triple Best of;
- 2011 — Le Cinéma de Polnareff.